# Фалкенбери
Фалкенбери (на шведски: Falkenberg) е град в Южна Швеция, лен Халанд. Главен административен център на едноименната община Фалкенбери. Разположен е около устието на река Етран на брега на пролива Категат. Намира се на около 420 km на югозапад от столицата Стокхолм. Първите сведения за града датират от 13 век. Получава статут на град на през 1645 г. Има жп гара и пристанище. Населението на града е 20 035 жители според данни от преброяването през 2010 г.

## Спорт
Представителният футболен отбор на града се казва Фалкенберис ФФ. Дългогодишен участник е в Шведската лига Суперетан.